# Granja de José Rizal
La Granja de José Rizal (en tagalo: Sakahan ni Jose Rizal) es un sitio histórico designado en Katipunan, Zamboanga del Norte, Filipinas.
Cuando José Rizal fue deportado a Dapitan en Mindanao entre 1892 y 1896 por el gobierno español, aparte de pasar algún tiempo en la enseñanza de la gente de la ciudad, también participa en la práctica médica a través de la que fue capaz de curar la dolencia ocular de Calixto Carreón. La historia dice que Calixto le ofreció a Rizal un terreno de 40 hectáreas como una forma de pago. Por otro lado, Rizal aceptó la oferta de Calixto con un pago adicional de doscientos pesos. Con el fin de mantener la granja bajo un manejo adecuado, Rizal designó a una de sus hermanas, Trinidad, para cuidar de la granja.